# 花村枝里
花村 枝里（はなむら えり、1988年2月13日 - ）は、テレビ西日本 (TNC) のニュースキャスター。
福岡県飯塚市出身。下関市立大学経済学部国際商学科を卒業後、宮崎県のケーブルテレビ会社、福岡県のテレビ局（テレビ西日本報道部リポーター）、琉球放送を経て、2018年4月に長崎国際テレビに入社。。同局には2019年1月まで在籍した。2021年1月より再びテレビ西日本に契約キャスターとして出演。

## 担当番組

### 琉球放送
- ジ・アナウンサーズ 特命全権アナβ[2]
- 花村枝里のモーニングブレイク[2]
- RBCフラッシュニュース[2]
- ストレス発散研究会
- 音楽☆とらのアナ（火曜会） - 琉球放送制作回パーソナリティ[6]
- よしもと沖縄テーファーラジオ[7]
- スポーツフォーカル[8]
- RBCニュース[9]

### 長崎国際テレビ
- ひるじげドン
- NNNストレイトニュース ローカルパート[10]
- NIBニューススポット[10]
- NIB news every.